# دروازه آغ‌اوغلان
دروازه آغ‌اوغلان (ترکی آذربایجانی: Ağoğlan qapısı) یا دروازه مختار (Muxtar qapısı) یا دروازه شوشی‌کند (Şuşakənd qapısı)، یکی از چهار دروازه ورودی دژ شوشی در شهر شوشی است.

## ویژگی‌ها
دیوارهای قلعه شوشی با رعایت سنت‌های قرون وسطایی در شهرسازی دوره خان نشین با چهار دروازه ساخته شده است: دروازه اصلی رو به شمال به سمت جاده گنجه بوده و به همین دلیل دروازه گنجه نامیده شده است. دروازه غربی رو به نواحی غربی از جمله خانات ایروان ایران بود و از این رو دروازه ایروان نامیده می‌شد. دو دروازه دیگر به روستاهای کوهستانی پیرامون باز می‌شد.
راه دروازه قلعه که در زمان پناهعلی‌خان جوانشیر ساخته شد، شهر شوشی را به روستاهای شوشی‌کند و مختار متصل می‌کرد و تا قلعه آغ‌اوغلان امتداد می یافت. در تمام منابع روسی زبان سده نوزدهم میلادی از دروازه جنوبی شهر به نام دروازه آغ‌اوغلان یاد شده است. در سده نوزدهم، زندان شوشی در بخش پایینی قلعه، نزدیک دروازه شرقی ساخته شد. در زمان ساخت زندان، بخشی از دیوارهای قلعه و برج های دفاعی به عنوان دیوار زندان مورد استفاده قرار گرفت.
نام دیگر این دروازه که در منابع ذکر شده دروازه توپخانه است.